# Boisset-et-Gaujac
Boisset-et-Gaujac é uma comuna francesa na região administrativa de Occitânia, no departamento de Gard. Estende-se por uma área de 14,24 km². Em 2010 a comuna tinha 2 593 habitantes (densidade: 182,1 hab./km²).